# OTI 1984
Il tredicesimo Festival della canzone iberoamericana si tenne a Città del Messico, in Messico il 10 novembre 1984 e fu vinto da Fernando Ubiergo che rappresentava il Cile.

## Classifica
| Paese                                                  | Artista                       | Canzone                                | Posizione |
| Cile                                                   | Fernando Ubiergo              | Agualuna                               | 1         |
| Portogallo                                             | Adelaide Ferreira             | Vem no meu sonho                       | 2         |
| Messico                                                | Yuri                          | Tiempos mejores                        | 3         |
| Antille Olandesi                                       | Gabriel Flores                | La verdad                              |           |
| Porto Rico                                             | Lou Briel                     | Todo llega                             |           |
| Venezuela                                              | José Antonio García Hernández | Ilusión de un soñador                  |           |
| Stati Uniti                                            | Alberto Ruiz                  | Señora mi madre                        |           |
| Panama                                                 | Dinni y Danny                 | Hagamos un pacto                       |           |
| Honduras                                               | Carlos Brizio                 | Andar tan sólo por andar               |           |
| Brasile                                                | Moacyr Franco                 | Barcas perdidas                        |           |
| Nicaragua                                              | Violeta Rostrán               | Vuela canción                          |           |
| Rep. Dominicana                                        | Sonia Alfonso                 | La vida es alegría                     |           |
| Paraguay                                               | Valencia                      | Una gaviota sobre el mar               |           |
| Guatemala                                              | Julio Enrique                 | El gran final                          |           |
| Perù                                                   | Raúl Vázquez                  | Todos los días pueden ser navidad      |           |
| Ecuador                                                | Alfredo Mármol                | Dejame saber                           |           |
| Spagna                                                 | Bohemia                       | Cada día al despertar                  |           |
| Argentina                                              | Alan y Roy                    | La luz de mi escritorio no se enciende |           |
| El Salvador                                            | Carlos Hernández              | Soy                                    |           |
| Costa Rica                                             | Álvaro Esquivel               | Para el ciego del acordeón             |           |
| Colombia                                               | Christopher y Ximena          | Por lo que habías jurado               |           |
| Luogo: Auditorio Nacional - Città del Messico, Messico |                               |                                        |           |